# Charles Rousselière

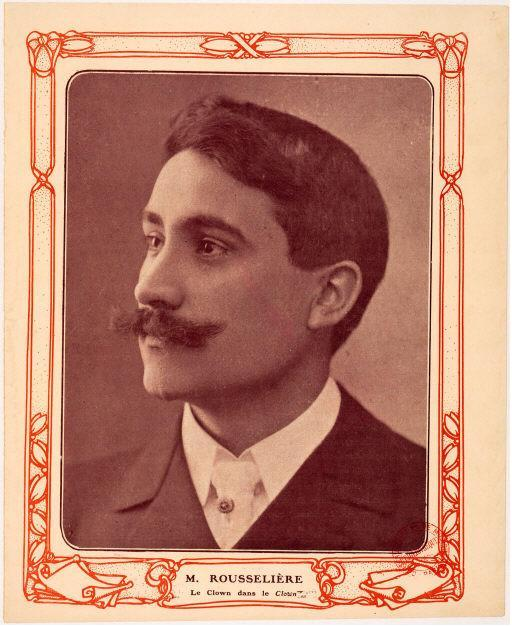
Charles Rousselière (1906)

Charles Rousselière (* 17. Januar 1875 in Saint-Nazaire; † 11. Mai 1950 in Joué-lès-Tours) war ein französischer Opernsänger (Tenor).

## Leben
Charles Rousselière erlernte das Handwerk eines Schmieds und studierte dann Gesang bei Albert Vaguet am Conservatoire de Paris. Dort wurde er 1900 mit Prix du Conservatoire in der Kategorie Gesang ausgezeichnet. Im selben Jahr debütierte er als Samson in Samson et Dalila an der Pariser Oper. 1901 sang er ebendort in der Uraufführung der Saint-Saëns-Oper Les barbares. Rousselière blieb bis 1905 Ensemblemitglied an der Pariser Oper. Bis 1919 war er oft in der Opéra de Monaco zu sehen, dort sang er in u. a. den in der Uraufführung von Pietro Mascagnis Amica als Giorgio (1905). 1906 ging Rousselière an die Met nach New York, wo er an der Seite von Geraldine Farrar in Gounods Roméo et Juliette debütierte. Nach seiner Rückkehr nach Frankreich wandte er sich Heldentenor-Partien zu, unter anderem gab er die Titelrollen in Otello, Lohengrin, Siegfried und Parsifal.